# Farrah Fawcett
Farrah Leni Fawcett (2 de febrer de 1947 - 25 de juny de 2009) va ser una actriu nord-americana. Nominada quatre vegades al Primetime Emmy Award i sis vegades al Globus d'Or, Fawcett va assolir la fama internacional quan va interpretar un paper protagonista a la primera temporada de la sèrie de televisió Els àngels de Charlie.
Fawcett va començar la seva carrera a la dècada de 1960 apareixent en anuncis publicitaris i papers convidats a la televisió. Durant la dècada de 1970, va aparèixer en nombroses sèries de televisió, incloent papers recurrents a Harry O (1974–1976) i The Six Million Dollar Man (1974–1978) amb el seu aleshores marit, l'estrella de cinema i televisió Lee Majors. El seu icònic pòster de banyador vermell va vendre sis milions de còpies en el seu primer any d'impressió. El paper revolucionari de Fawcett va ser el paper de la investigadora privada Jill Munroe a Els àngels de Charlie, protagonitzada per Kate Jackson i Jaclyn Smith. L'espectacle va impulsar les tres actrius a l'estrellat. Després d'aparèixer a la primera temporada del programa el 1976, Fawcett va decidir deixar Els àngels de Charlie. Més tard va tornar com a estrella convidada en sis episodis durant la tercera i quarta temporada del programa (1978–1980). Pel seu treball a Els àngels de Charlie, Fawcett va rebre la seva primera nominació al Globus d'Or.
El 1983, Fawcett va rebre crítiques positives per la seva actuació a l'obra de teatre Off-Broadway Extremities. Posteriorment va ser seleccionada per a la versió cinematogràfica de 1986 i va rebre una nominació al Globus d'Or. Va rebre nominacions als premis Emmy pel seu paper d'esposa maltractada a The Burning Bed (1984) i per la seva interpretació de l'assassina Diane Downs a Small Sacrifices (1989). El seu treball dels anys vuitanta a pel·lícules de televisió li va valer quatre nominacions addicionals als Globus d'Or. Tot i que Fawcett va patir una mica de premsa negativa per a una aparició divagada a The Late Show with David Letterman el 1997, aquell any va obtenir bones crítiques pel seu paper a la pel·lícula The Apostle amb Robert Duvall. Al segle XXI, va continuar actuant a la televisió, fent papers recurrents a la comèdia Spin City (2001) i al drama The Guardian (2002-2003). Per aquest últim, va rebre la seva tercera nominació als Emmy. Els crèdits cinematogràfics de Fawcett inclouen Love Is a Funny Thing (1969), Myra Breckinridge (1970), Logan's Run (1976), Sunburn (1979), Saturn 3 (1980), The Cannonball Run (1981), Extremities (1986), The Apostle (1997) i Dr. T & the Women (2000).
Fawcett va ser diagnosticada amb càncer anal l'any 2006 i va morir tres anys més tard als 62 anys. El documental de la NBC de 2009 Farrah's Story va narrar la seva batalla contra la malaltia. Va guanyar pòstumament la seva quarta nominació als Emmy pel seu treball com a productora a Farrah's Story.

## Llegat

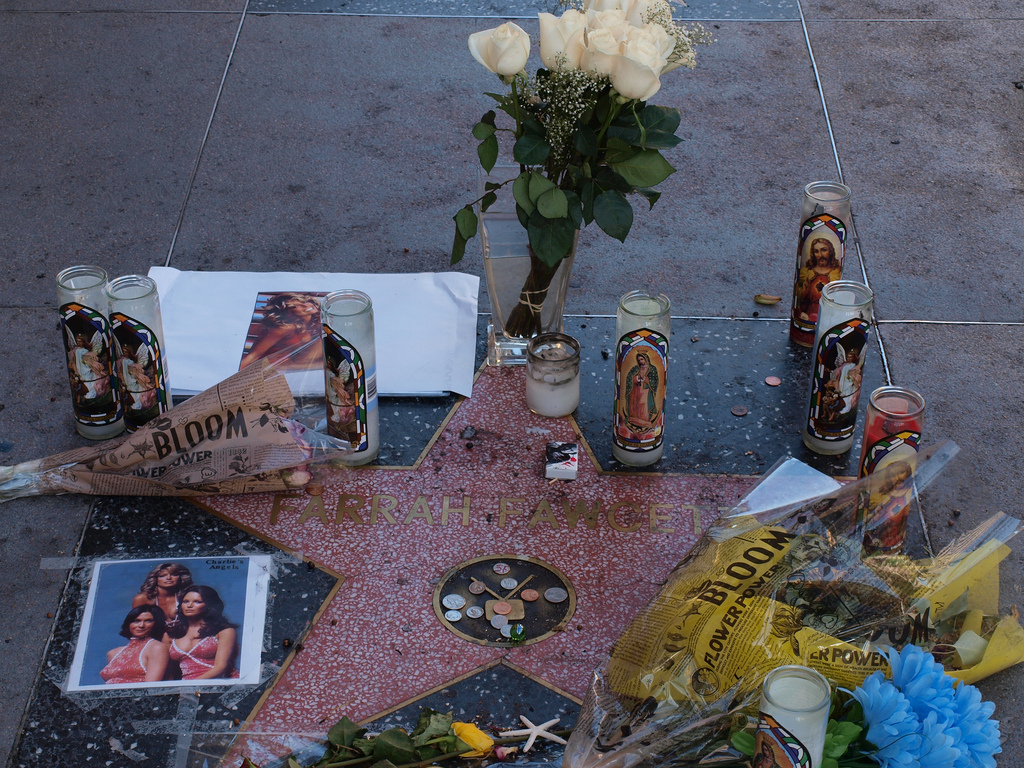
Estrella de Fawcett al Passeig de la Fama de Hollywood

El banyador que portava al seu famós pòster de 1976 va ser donat al Museu Nacional d'Història dels Estats Units (NMAH) de l'Smithsonian el 2 de febrer de 2011. Dissenyat per la dissenyadora de moda guanyadora del premi CFDA Norma Kamali, va ser donat a l'Smithsonian pels seus marmessors i va ser presentat formalment a NMAH a Washington, D.C., pel seu company Ryan O'Neal.
El 2011, Men's Health va nomenar Fawcett a la seva llista de les "100 dones més atractives de tots els temps", situant-la al número 31.
El 1980, O'Neal va facilitar una reunió entre Fawcett i l'artista Andy Warhol, que va crear dos retrats de Fawcett durant el seu temps junts. Més tard, Fawcett va cedir els retrats al Museu Andy Warhol. Després d'un judici l'any 2013 entre O'Neal i la Universitat de Texas, a qui Fawcett havia nomenat destinatària de totes les seves obres d'art, un dels retrats es va considerar propietat d'O'Neal. El retrat es va valorar entre 800.000 i 12 milions de dòlars durant el cas judicial.